# Andermatt
Andermatt (toponimo tedesco; in svizzero tedesco Üf der Matt, in romancio Ursera, in italiano storico Orsera) è un comune svizzero di 1 355 abitanti del Canton Uri.

## Geografia fisica
Andermatt si trova nella valle di Orsera, punto di confluenza delle strade che conducono a tre importanti passi alpini: San Gottardo, verso il Canton Ticino; Furka, verso il Canton Vallese; Oberalp, verso il Canton Grigioni. Il passo più importante è quello del San Gottardo, tradizionale porta d'accesso all'Italia per i viaggiatori provenienti dal Nord Europa, in particolare tedeschi (il passaggio di Goethe per Andermatt è ricordato da una scritta sul muro di un albergo del paese). L'importanza del passo è calata con l'apertura nel 1882 della galleria ferroviaria del San Gottardo e, nel 1980, di quella stradale.

## Storia
Nel 1799 Andermatt fu teatro di uno scontro tra le truppe napoleoniche e quelle russe comandate da Aleksandr Vasil'evič Suvorov, in avanzata dall'Italia settentrionale.

## Monumenti e luoghi d'interesse

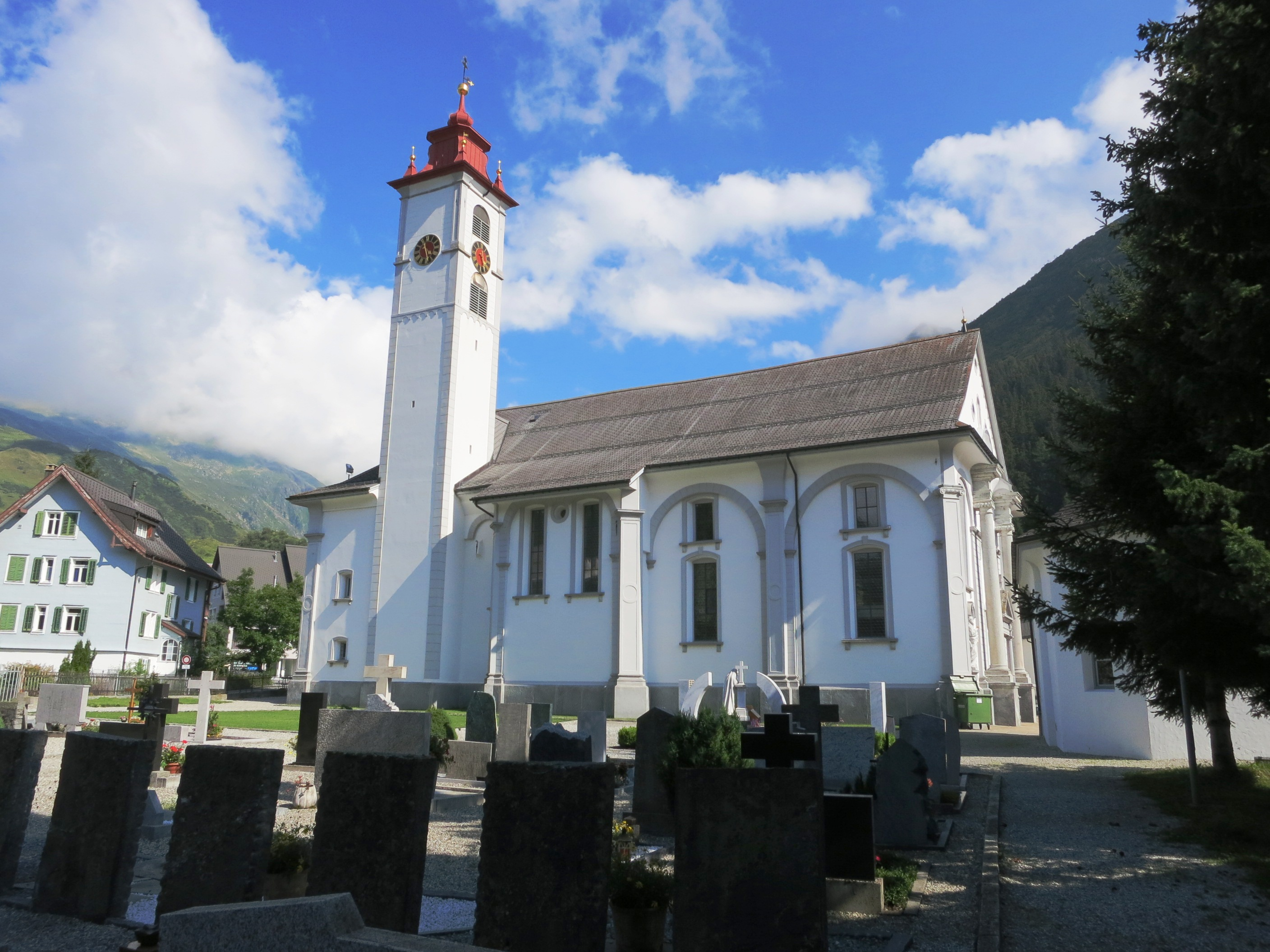
La chiesa dei Santi Pietro e Paolo

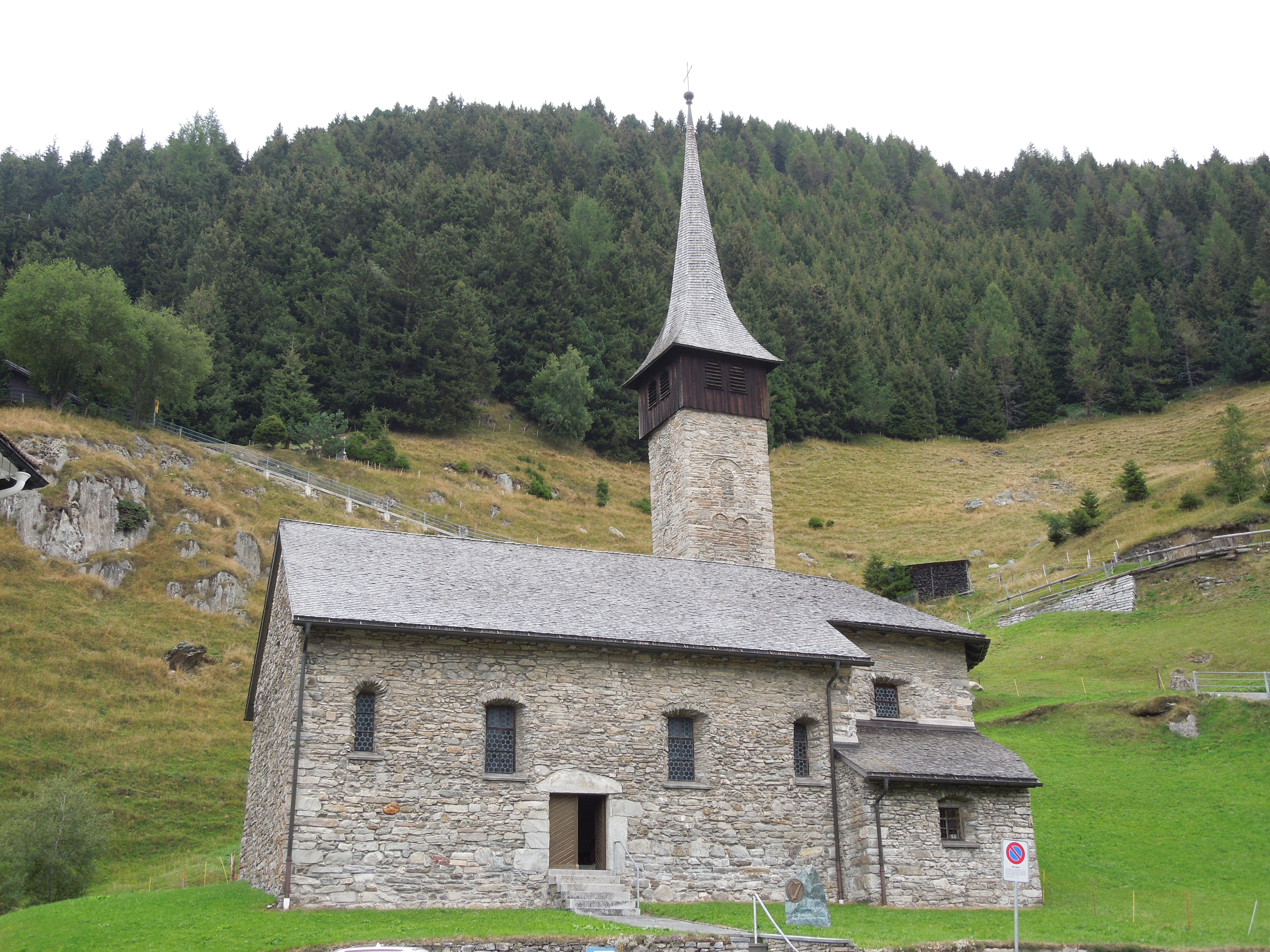
La chiesa di San Colombano

- Chiesa parrocchiale cattolica dei Santi Pietro e Paolo, eretta nel 1601-1602[1];
- Chiesa di San Colombano, la prima chiesa con annesso complesso monastico venne fondata dai monaci dell'abbazia di Disentis nel 1100 più a valle e divenne la prima pieve monastica e parrocchiale della vallata, in seguito nel tardo XIII secolo venne edificata la nuova parrocchiale nell'odierna posizione[1][3];
- Cappella di Maria-Hilf;
- Cappella di San Wendelin;
- Casa nel centro dove Suvorov dormì una notte, trasformata in museo cittadino[senza fonte];
- Nella strategia militare svizzera il Massiccio del San Gottardo  rappresenta l'ultimo baluardo dove il governo ed i vertici militari, in caso di attacco dall'estero, dovrebbero ritirarsi, abbandonando le pianure più vulnerabili. Sotto la montagna si trovano cunicoli e rifugi in grado di ospitare numerose persone per periodi lunghi[senza fonte]. Andermatt ospita ancora numerose caserme ed impianti militari[1] (tra cui l'ospedale, usato dall'intera popolazione) ma la presenza di soldati si è molto ridotta negli ultimi anni[senza fonte];
- Monumento ad Aleksandr Suvorov, eretto nel 1995-1998, visibile dal Ponte del Diavolo[2].

## Società

### Evoluzione demografica
L'evoluzione demografica è riportata nella seguente tabella:
Abitanti censiti

## Economia

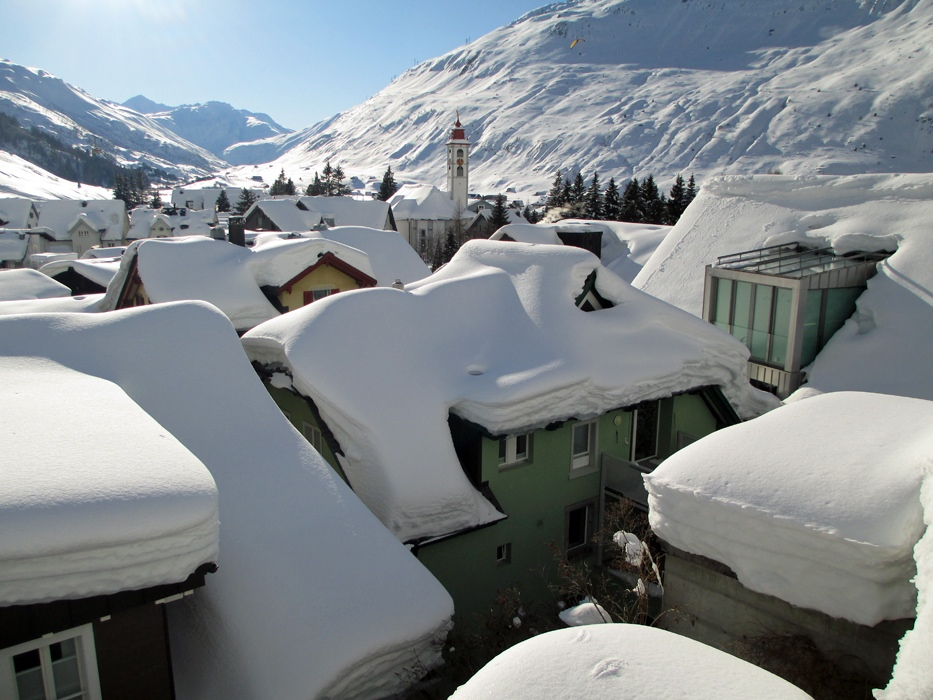
Andermatt d'inverno

Andermatt è una stazione sciistica frequentata in particolare da sciatori esperti amanti dello sci fuoripista e della neve fresca. Le discese più interessanti e impegnative si trovano sul Gemsstock, montagna esposta a nord e quindi sempre bene innevata. Una funivia conduce a quasi 3.000 metri, garantendo quindi un dislivello di oltre 1.500 metri. Un'altra area sciistica è quella del Nätschen, soleggiato e con piste più facili. L'innevamento è minore e la stagione più breve.

## Infrastrutture e trasporti

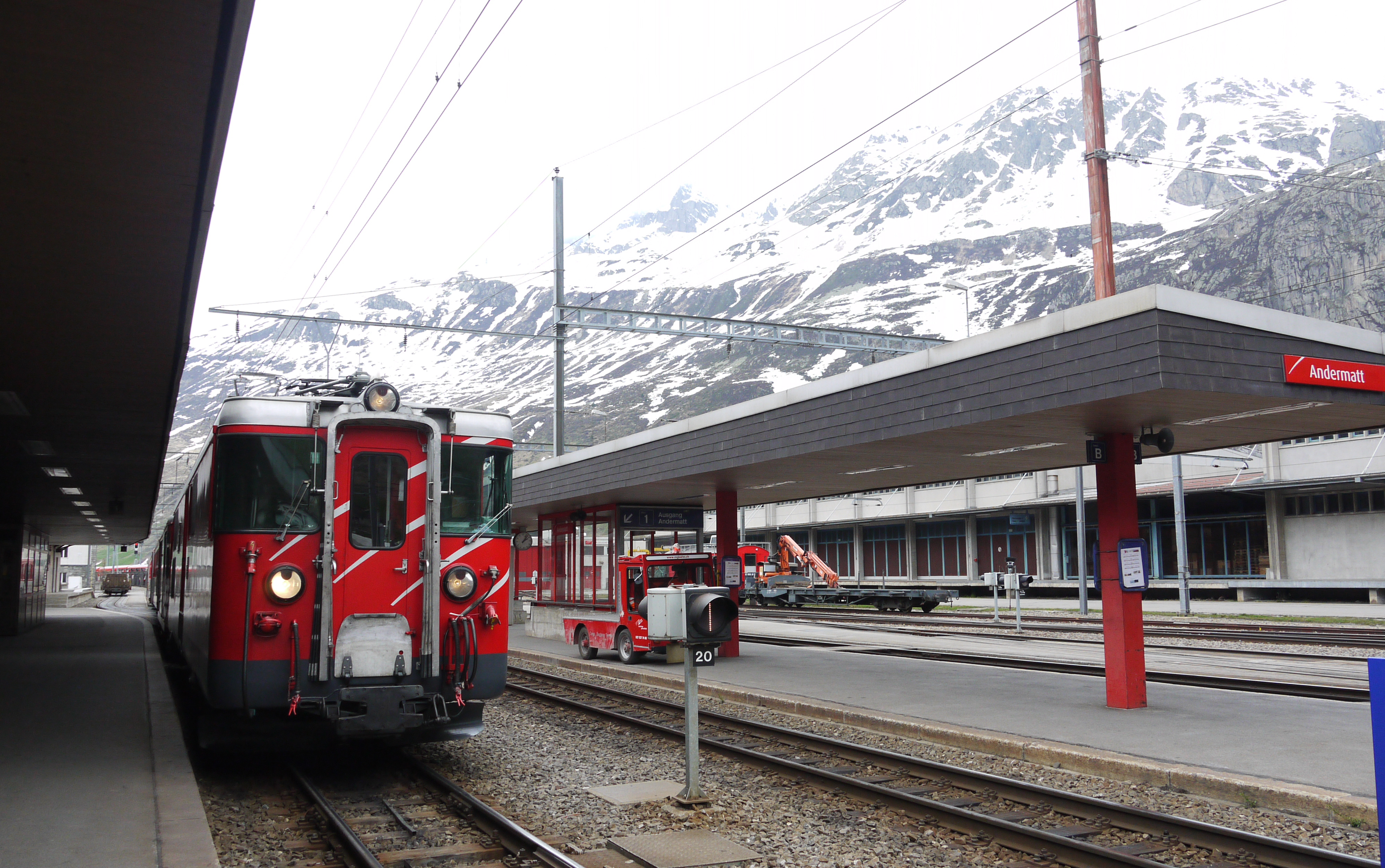
La stazione di Andermatt

Andermatt è servito dall'omonima stazione, lungo le ferrovie del Furka-Oberalp e della Schöllenen.
Il Ponte del Diavolo si trova all'uscita del Paese verso le gole dello Schöllenen, sulla ripida strada che scende verso Lucerna.

## Amministrazione
Ogni famiglia originaria del luogo fa parte del cosiddetto comune patriziale e ha la responsabilità della manutenzione di ogni bene ricadente all'interno dei confini del comune.